# Pristimantis lymani
Pristimantis lymani är en groddjursart som först beskrevs av Barbour och Noble 1920.  Pristimantis lymani ingår i släktet Pristimantis och familjen Strabomantidae. IUCN kategoriserar arten globalt som livskraftig. Inga underarter finns listade i Catalogue of Life.